# 1893年
1893年（1893 ねん）は、西暦（グレゴリオ暦）による、日曜日から始まる平年。明治26年。

## 他の紀年法
- 干支：癸巳
- 日本（月日は一致）
  - 明治26年
  - 皇紀2553年
- 清：光緒18年11月14日 - 光緒19年11月24日
- 朝鮮
  - 李氏朝鮮・高宗30年
  - 開国502年
  - 檀紀4226年
- 阮朝（ベトナム）：成泰4年11月14日 - 成泰5年11月24日
- 仏滅紀元：2435年 - 2436年
- イスラム暦：1310年6月12日 - 1311年6月22日
- ユダヤ暦：5653年4月13日 - 5654年4月22日
- 修正ユリウス日(MJD)：12464 - 12828
- リリウス日(LD)：113305 - 113669

※檀紀は、大韓民国で1948年に法的根拠を与えられたが、1962年からは公式な場では使用されていない。

## カレンダー
| 1月 |    |    |    |    |    |    |
| 日  | 月 | 火 | 水 | 木 | 金 | 土 |
| 1   | 2  | 3  | 4  | 5  | 6  | 7  |
| 8   | 9  | 10 | 11 | 12 | 13 | 14 |
| 15  | 16 | 17 | 18 | 19 | 20 | 21 |
| 22  | 23 | 24 | 25 | 26 | 27 | 28 |
| 29  | 30 | 31 |    |    |    |    |
|     |    |    |    |    |    |    |

| 2月 |    |    |    |    |    |    |
| 日  | 月 | 火 | 水 | 木 | 金 | 土 |
|     |    |    | 1  | 2  | 3  | 4  |
| 5   | 6  | 7  | 8  | 9  | 10 | 11 |
| 12  | 13 | 14 | 15 | 16 | 17 | 18 |
| 19  | 20 | 21 | 22 | 23 | 24 | 25 |
| 26  | 27 | 28 |    |    |    |    |
|     |    |    |    |    |    |    |

| 3月 |    |    |    |    |    |    |
| 日  | 月 | 火 | 水 | 木 | 金 | 土 |
|     |    |    | 1  | 2  | 3  | 4  |
| 5   | 6  | 7  | 8  | 9  | 10 | 11 |
| 12  | 13 | 14 | 15 | 16 | 17 | 18 |
| 19  | 20 | 21 | 22 | 23 | 24 | 25 |
| 26  | 27 | 28 | 29 | 30 | 31 |    |
|     |    |    |    |    |    |    |

| 4月 |    |    |    |    |    |    |
| 日  | 月 | 火 | 水 | 木 | 金 | 土 |
|     |    |    |    |    |    | 1  |
| 2   | 3  | 4  | 5  | 6  | 7  | 8  |
| 9   | 10 | 11 | 12 | 13 | 14 | 15 |
| 16  | 17 | 18 | 19 | 20 | 21 | 22 |
| 23  | 24 | 25 | 26 | 27 | 28 | 29 |
| 30  |    |    |    |    |    |    |
|     |    |    |    |    |    |    |

| 5月 |    |    |    |    |    |    |
| 日  | 月 | 火 | 水 | 木 | 金 | 土 |
|     | 1  | 2  | 3  | 4  | 5  | 6  |
| 7   | 8  | 9  | 10 | 11 | 12 | 13 |
| 14  | 15 | 16 | 17 | 18 | 19 | 20 |
| 21  | 22 | 23 | 24 | 25 | 26 | 27 |
| 28  | 29 | 30 | 31 |    |    |    |
|     |    |    |    |    |    |    |

| 6月 |    |    |    |    |    |    |
| 日  | 月 | 火 | 水 | 木 | 金 | 土 |
|     |    |    |    | 1  | 2  | 3  |
| 4   | 5  | 6  | 7  | 8  | 9  | 10 |
| 11  | 12 | 13 | 14 | 15 | 16 | 17 |
| 18  | 19 | 20 | 21 | 22 | 23 | 24 |
| 25  | 26 | 27 | 28 | 29 | 30 |    |
|     |    |    |    |    |    |    |

| 7月 |    |    |    |    |    |    |
| 日  | 月 | 火 | 水 | 木 | 金 | 土 |
|     |    |    |    |    |    | 1  |
| 2   | 3  | 4  | 5  | 6  | 7  | 8  |
| 9   | 10 | 11 | 12 | 13 | 14 | 15 |
| 16  | 17 | 18 | 19 | 20 | 21 | 22 |
| 23  | 24 | 25 | 26 | 27 | 28 | 29 |
| 30  | 31 |    |    |    |    |    |
|     |    |    |    |    |    |    |

| 8月 |    |    |    |    |    |    |
| 日  | 月 | 火 | 水 | 木 | 金 | 土 |
|     |    | 1  | 2  | 3  | 4  | 5  |
| 6   | 7  | 8  | 9  | 10 | 11 | 12 |
| 13  | 14 | 15 | 16 | 17 | 18 | 19 |
| 20  | 21 | 22 | 23 | 24 | 25 | 26 |
| 27  | 28 | 29 | 30 | 31 |    |    |
|     |    |    |    |    |    |    |

| 9月 |    |    |    |    |    |    |
| 日  | 月 | 火 | 水 | 木 | 金 | 土 |
|     |    |    |    |    | 1  | 2  |
| 3   | 4  | 5  | 6  | 7  | 8  | 9  |
| 10  | 11 | 12 | 13 | 14 | 15 | 16 |
| 17  | 18 | 19 | 20 | 21 | 22 | 23 |
| 24  | 25 | 26 | 27 | 28 | 29 | 30 |
|     |    |    |    |    |    |    |

| 10月 |    |    |    |    |    |    |
| 日   | 月 | 火 | 水 | 木 | 金 | 土 |
| 1    | 2  | 3  | 4  | 5  | 6  | 7  |
| 8    | 9  | 10 | 11 | 12 | 13 | 14 |
| 15   | 16 | 17 | 18 | 19 | 20 | 21 |
| 22   | 23 | 24 | 25 | 26 | 27 | 28 |
| 29   | 30 | 31 |    |    |    |    |
|      |    |    |    |    |    |    |

| 11月 |    |    |    |    |    |    |
| 日   | 月 | 火 | 水 | 木 | 金 | 土 |
|      |    |    | 1  | 2  | 3  | 4  |
| 5    | 6  | 7  | 8  | 9  | 10 | 11 |
| 12   | 13 | 14 | 15 | 16 | 17 | 18 |
| 19   | 20 | 21 | 22 | 23 | 24 | 25 |
| 26   | 27 | 28 | 29 | 30 |    |    |
|      |    |    |    |    |    |    |

| 12月 |    |    |    |    |    |    |
| 日   | 月 | 火 | 水 | 木 | 金 | 土 |
|      |    |    |    |    | 1  | 2  |
| 3    | 4  | 5  | 6  | 7  | 8  | 9  |
| 10   | 11 | 12 | 13 | 14 | 15 | 16 |
| 17   | 18 | 19 | 20 | 21 | 22 | 23 |
| 24   | 25 | 26 | 27 | 28 | 29 | 30 |
| 31   |    |    |    |    |    |    |
|      |    |    |    |    |    |    |

## できごと

### 1月
- 1月22日 - ハワイ王国でリリウオカラニ女王が廃位される(ハワイ王国の滅亡)
- 1月31日 - 文学界創刊(島崎藤村・北村透谷ら)

### 2月
- 2月1日 - プッチーニの歌劇「マノン・レスコー」初演(レージョ劇場)
- 2月3日 - 日比谷練兵場跡地を日比谷公園とする旨東京市が告示(開園1903年)
- 2月5日 - 大村益次郎銅像除幕式(靖國神社)(日本初の西洋式銅像)
- 2月9日
  - パナマ運河疑獄: フェルディナン・ド・レセップスらが有罪判決を受ける
  - ヴェルディの歌劇「ファルスタッフ」初演(スカラ座)
- 2月24日 - アメリカン大学創立
- 2月23日 - ルドルフ・ディーゼルがディーゼル機関の特許を取得

### 3月
- 3月10日 - 象牙海岸がフランスの植民地となる
- 3月4日 -
- 弁護士法 (明治26年)公布(代言人制度廃止)
- グロバー・クリーブランドが第24代米大統領に就任(第2期)
- 3月17日 - 川越大火が発生、1,302戸消失
- 3月20日 - 郡司成忠海軍大尉ら千島探検へ出発
- 3月29日 - 目黒火薬製造所・白金火薬庫が海軍省から陸軍省へ移管

### 4月
- 4月1日 - 西多摩郡・北多摩郡・南多摩郡が神奈川県から東京府へ移管
- 4月6日 - ソルトレイク寺院開所式
- 「中将湯」発売(津村順天堂)

### 5月
- 5月1日 - シカゴ万国博覧会開催(〜10月30日)
- 5月5日 - 米国で金融恐慌(1893年恐慌)
- 5月10日 - 米国連邦最高裁がトマトを野菜と裁定
- 5月19日 - 戦時大本営条例公布
- 5月20日 - 海軍軍令部設置

### 6月
- 6月7日 - マハトマ・ガンディーが最初の市民的不服従を行う。
- 6月17日 - オーストラリアカルグーリーで金が発見される
- 6月21日 - 初の観覧車(機械式)が公開(シカゴ万博)
- 6月30日 - ダイアモンドエクセルシア(Excelsior Diamond)が発見される(1905年まで世界最大)

### 7月
- 7月6日 - 英ヨーク公(後のジョージ5世)がメアリー・オブ・テックと結婚
- 7月10日 - 東京美術学校第1回卒業式(横山大観ら)
- 7月11日 - 御木本幸吉が真珠の養殖に成功
- 7月13日 - 東南アジアでパークナム事件

### 8月
- 8月6日 - 八王子中心街で大火(焼失七百戸)
- 8月12日 - 君が代が文部省より制定される。

### 9月
- 9月4日 - ビアトリクス・ポターがピーターラビットの話を書送る
- 9月7日 - 築地本願寺焼失
- 9月10日 -官営富岡製糸場払下げ(三井高保が落札)
- 9月11日 - 万国宗教会議がシカゴで開催(〜27日)(日本からは土宜法龍・野口復堂・釈宗演が参加)
- 9月19日 - 初の婦人参政権がニュージーランドで成立
- 9月19日 -  初の自動車用ナンバープレートをフランスが導入

### 10月
- 10月22日 - 東京市で近代水道起工式(淀橋浄水場予定地)
- 10月28日 - チャイコフスキー交響曲第6番初演(ペテルブルク)
- 文官任用令・文官試験規則公布(高等文官試験確立)

### 11月
- 11月1日 - 明治座開場
- 11月25日 - 第5議会召集
- 11月28日 - ニュージーランド総選挙(史上初の婦人による投票)
- 大倉土木組設立

### 12月
- 12月16日 - ドヴォルザーク交響曲第9番初演(カーネギー・ホール)
- 12月23日 - フンパーディンク歌劇ヘンゼルとグレーテル初演(ヴァイマル)
- 12月30日 - 衆議院解散

### 日付未詳
- エルモア・マニュファクチャリング・カンパニー設立

## 誕生
- 1月4日 - 皆川ヨ子、2007年1月28日 - 8月13日の長寿世界一（+ 2007年）
- 1月11日 - 大田黒元雄、音楽評論家（+ 1979年）
- 1月12日 - ヘルマン・ゲーリング、ナチス・ドイツ航空相（+ 1946年）
- 1月13日 - シャイム・スーティン、画家（+ 1943年）
- 1月15日 - アイヴァー・ノヴェロ、作曲家・歌手・俳優（+ 1951年）
- 1月22日 - 嶋田的浦、俳人（+ 1950年）
- 1月27日 - ウィリー・ベックル、フィギュアスケート選手（+ 1975年）
- 1月27日 - 宋慶齢、政治家、孫文夫人（+ 1981年）
- 1月27日 - 矢内原忠雄、経済学者（+ 1961年）
- 1月31日 - ジョージ・バーンズ、メジャーリーガー（+ 1978年）
- 2月7日 - 鈴木茂三郎、政治家（+ 1970年）
- 2月14日 - 中川一政、洋画家（+ 1991年）
- 2月17日 - ウォーリー・ピップ、メジャーリーガー（+ 1965年）
- 2月19日 - セドリック・ハードウィック、俳優 (+ 1964年)
- 2月19日 - マグダ・タリアフェロ、ピアニスト (+ 1986年)
- 2月21日 - アンドレス・セゴビア、ギタリスト（+ 1987年）
- 2月24日 - 三島徳七、冶金学者（+ 1975年）
- 3月3日 - 高野素十、俳人（+ 1976年）
- 3月9日 - レフティ・ウィリアムズ、メジャーリーガー（+ 1959年）
- 3月9日 - 鷹部屋福平、工学者（+ 1975年）
- 3月9日 - ビリー・サウスワース、メジャーリーガー（+ 1969年）
- 3月12日 - 岩田藤七、ガラス工芸家（+ 1980年）
- 3月18日 - ウィルフレッド・オーエン、詩人（+ 1918年）
- 3月23日 - フランツ・フォン・ヴェチェイ、ヴァイオリニスト・作曲家（+ 1935年）
- 3月24日 - ジョージ・シスラー、メジャーリーガー（+ 1973年）
- 3月27日 - カール・マンハイム、社会学者（+ 1947年）
- 3月30日 - 世耕弘一、政治家（+ 1965年）
- 3月31日 - クレメンス・クラウス、指揮者（+ 1954年）
- 4月1日 - 丹羽保次郎、電気工学者（+ 1975年）
- 4月16日 - 三宅大輔、元プロ野球監督（+ 1978年）
- 4月20日 - ジョアン・ミロ、画家（+ 1983年）
- 4月20日 - エドナ・パーカー、2007年8月13日 - 2008年11月26日の長寿世界一
- 4月20日 - ハロルド・ロイド、喜劇俳優（+ 1971年）
- 4月23日 - アレン・ウェルシュ・ダレス、CIA長官（+ 1969年）
- 4月26日 - 石橋長英、医学者（+ 1990年）
- 5月8日 - エド・ローシュ、メジャーリーガー（+ 1988年）
- 5月13日 - ルシアン・テニエール、言語学者（+ 1954年）
- 5月15日 - 市川房枝、婦人運動家・政治家（+ 1981年）
- 5月25日 - 浜田廣介、童話作家（+ 1973年）
- 5月30日 - イェリー・ダラーニ、ヴァイオリニスト（+ 1966年）
- 6月6日 - サライ・シャーンドル、フィギュアスケート選手（+ 1965年）
- 6月7日 - ギリス・グラフストローム、フィギュアスケート選手（+ 1938年）
- 6月13日 - ドロシー・L・セイヤーズ、推理作家（+ 1957年）
- 6月21日 - 村岡花子、翻訳家・児童文学者（+ 1968年）
- 6月30日 - ハロルド・ラスキ、政治学者（+ 1950年）
- 7月1日 - 獅子文六、小説家(+ 1969年)
- 7月19日 - ウラジーミル・マヤコフスキー、詩人（+ 1930年）
- 7月22日 - ジェシー・ヘインズ、メジャーリーガー（+ 1978年）
- 7月26日 - ジョージ・グロス、画家（+ 1959年）
- 8月12日 - 一万田尚登、日本銀行総裁（+ 1984年）
- 8月13日 - 梅原末治、考古学者（+ 1983年）
- 8月18日 - バーリー・グライムス、メジャーリーガー（+ 1985年）
- 8月19日 - 安東聖空、書家（+ 1983年）
- 8月21日 - テレサ・ウェルド、フィギュアスケート選手（+ 1978年）
- 8月21日 - 木村荘八、洋画家（+ 1959年）
- 9月2日 - 太田功平、農学者・教育者（+ 1930年）
- 9月8日 - 坪井誠太郎、地質学者・鉱物学者・岩石学者（+ 1986年）
- 9月10日 - マリア・デ・ジェズス、2008年11月26日 - 2009年1月2日の長寿世界一（+ 2009年）
- 9月11日 - ジェームズ・マーティン、技術者・企業家（+ 1981年）
- 9月24日 - 池田豊、元プロ野球審判（+ 1952年）
- 9月17日 - 渡辺宗太郎[1]、行政法学者（+ 1983年）
- 10月13日 - 結城哀草果、歌人・随筆家（+ 1974年）
- 10月14日 - リリアン・ギッシュ、女優（+ 1993年）
- 10月15日 - 山口蓬春、日本画家（+ 1971年）
- 10月21日 - 木原均、遺伝学者（+ 1986年）
- 10月25日 - レオニード・コハンスキ、ピアニスト（+ 1980年）
- 11月3日 - 早川徳次、早川電機工業（現シャープ）創業者（+ 1980年）
- 11月8日 - ラーマ7世、タイ・チャクリー王朝第7代国王（+ 1941年）
- 11月13日 - 山田巳之助、俳優（+ 1968年）
- 11月16日 - クリストバル・トリエンテ、元野球選手（+ 1938年）
- 12月2日 - レオ・オーンスタイン、ピアニスト・作曲家（+ 2002年）
- 12月9日 - 内藤千代子、小説家（+ 1925年）
- 12月12日 - エドワード・G・ロビンソン、俳優 (+ 1973年)
- 12月13日 - 大村能章、作曲家 (+1962年)
- 12月15日 - 成田為三、作曲家（+ 1945年）
- 12月18日 - ジョセフ・アルジン、重量挙げ選手（+ 1930年）
- 12月26日 - 毛沢東、中国共産党中央委員会主席・中華人民共和国初代国家主席（+ 1976年）

## 死去
- 1月7日 - ヨーゼフ・シュテファン、物理学者（* 1835年）
- 1月15日 - ファニー・ケンブル、女優・著作家（* 1809年）
- 1月17日 - ラザフォード・ヘイズ、第19代アメリカ合衆国大統領（* 1822年）
- 1月22日 - 河竹黙阿弥、歌舞伎狂言作者（* 1816年）
- 1月27日 - 登美宮吉子女王、水戸藩主徳川斉昭の正室（* 1804年）
- 1月27日 - ジェイムズ・キャンベル、第19代アメリカ合衆国郵政長官（* 1812年）
- 2月13日 - 宮城浩蔵、法学者・衆議院議員（* 1852年）
- 3月4日 - 池田慶政、第8代岡山藩主（* 1823年）
- 3月5日 - イポリット・テーヌ、哲学者（* 1828年）
- 3月17日 - ジュール・フェリー、フランス第三共和政時代の首相（* 1832年）
- 3月18日 - 市村羽左衛門 (14代目)、歌舞伎役者（* 1821年）
- 5月8日 - マヌエル・ゴンサレス、第35代メキシコ大統領（* 1833年）
- 5月28日 - チャールズ・プリチャード、天文学者（* 1808年）
- 5月30日 - 菅野覚兵衛、海援隊隊士（* 1842年）
- 6月6日 - 寺島宗則、外交官（* 1832年）
- 6月12日 - 清水次郎長、幕末の侠客（* 1820年）
- 6月21日 - リーランド・スタンフォード、実業家・カリフォルニア州知事・スタンフォード大学創設者（* 1824年）
- 6月30日 - 梅亭金鵞、戯作者（* 1821年）
- 7月6日 - ギ・ド・モーパッサン、小説家（* 1850年）
- 7月16日 - アントニオ・ギスランツォーニ、オペラ台本作家（* 1824年）
- 7月22日 - ジョン・レイ、探検家（* 1813年）
- 8月7日 - アルフレード・カタラーニ、作曲家（* 1854年）
- 8月16日 - ジャン＝マルタン・シャルコー、医学者（* 1825年）
- 8月23日 - エルンスト2世、ザクセン＝コーブルク＝ゴータ公（* 1818年）
- 9月1日 - 細川護久、第12代熊本藩主（* 1839年）
- 9月8日 - ルーク・ショート、西部開拓時代のガンマン（* 1854年）
- 10月6日 - フォード・マドックス・ブラウン、画家（* 1821年）
- 10月10日 - リップ・パイク、メジャーリーガー（* 1845年）
- 10月12日 - ニコライ・ズヴェーレフ、ピアニスト・音楽教師（* 1832年）
- 10月16日 - パトリス・ド・マクマオン、フランス大統領（* 1808年）
- 10月18日 - シャルル・グノー、作曲家（* 1818年）
- 11月1日 - ヤン・マテイコ、画家（* 1838年）
- 11月6日 - ピョートル・チャイコフスキー、作曲家（* 1840年）
- 11月6日 - ユリウス・フレーベル、地質学者・政治家（* 1805年）
- 11月12日 - アレクサンダー・フォン・バッハ、政治家（* 1813年）
- 12月5日 - 松平容保、元会津藩藩主（* 1836年）
- 12月6日 - ルドルフ・ウォルフ、天文学者（* 1816年）
- 12月16日 - カール・ルートヴィヒ・ミヘレット、哲学者（* 1801年）